# Valter Lindberg (ishockeyspelare)
Valter Lindberg, född 13 juli 2006 i Burträsk, är en svensk ishockeyspelare som spelar för Skellefteå AIK i SHL.

## Klubbar
- Skellefteå AIK J20, J20 Nationell (2022/2023 –)
- Skellefteå AIK, SHL (2024/2025 –)